# Batalla del Pla
La batalla del Pla va ser una batalla el 15 de gener de 1811 durant la Guerra del Francès prop d'el Pla de Santa Maria, al nord de Valls entre una columna imperial francesa formada per dues brigades italianes d'un costat i una divisió espanyola sota el comandament de Pedro Sarsfield de l'altra. Les tropes espanyoles es van mantenir fortes i van rebutjar l'atac de la primera brigada, després van contraatacar i van derrotar les dues brigades.

## Antecedents
El setge de Tortosa va acabar el 2 de gener de 1811, quan la guarnició espanyola es va rendir al III Cos de Louis Gabriel Suchet. Durant el setge, el VII Cos de mariscal Étienne-Jacques-Joseph Macdonald va bloquejar a Tarragona l'exèrcit català de Luis González-Torres de Navarra y Castro, i a Pedro Sarsfield a Valls per no interferir en les operacions de Suchet.
Amb el setge acabat, MacDonald es va dirigir cap a Tarragona amb 12.000 efectius. La brigada d'Orsatelli va ocupar Reus i es va dirigir a Vilallonga del Camp per protegir el Francolí mentre l'altra brigada atacaria Valls.

## Batalla
Després d'arribar a Valls, Francesco Orsatelli, comandant d'avantguarda va saber que una força enemiga estava a prop i va decidir atacar-la, sent ferit mortalment i la seva brigada derrotada pels homes de Sarsfeld. Després que la brigada de Giuseppe Federico Palombini es va unir amb els supervivents d'Orsatelli, Sarsfield va atacar de nou i va derrotar ambdues unitats italianes. Només la intervenció de la cavalleria francesa dirigida per Jacques-Antoine-Adrien Delort va evitar un desastre complet.

## Conseqüències
Després de la batalla del Pla, MacDonald va conèixer que la força principal de Campoverde el seguia. Durant la nit, el mariscal francès va marxar amb les seves tropes cap al nord cap a Montblanc a la carretera de Lleida, atorgant el camp de batalla als espanyols.
Al cap de cinquanta-cinc dies de setge, Tarragona fou presa a l'assalt el 28 de juny del mateix any. Acabat el combat, la tropa francesa es va lliurar a tres dies de saqueig brutal.